# Devil (Marvel Comics)
Devil, o Daredevil, il cui vero nome è Matthew Michael "Matt" Murdock, è un personaggio dei fumetti statunitensi pubblicati da Marvel Comics. Creato dallo sceneggiatore Stan Lee e dal disegnatore Bill Everett, ha esordito nel primo numero della collana Daredevil dell'aprile 1964. La serie a fumetti dedicata al personaggio ha vinto nel 2003 il premio Will Eisner Comic Industry Awards come "migliore serie continuativa".
La storia delle origini di Daredevil inizia con un incidente avvenuto nel quartiere Hell's Kitchen di New York City, dove viveva, in cui Matt Murdock rimase accecato da una sostanza radioattiva caduta da un veicolo di passaggio. Sebbene non possa più vedere, l'esposizione alle radiazioni ha acuito i suoi sensi rimanenti oltre i normali limiti umani, dotandolo di una sorta di sistema di ecolocalizzazione che funziona come la vista. Suo padre, un pugile di nome Jack Murdock, lo aiuta durante la crescita, anche se alla fine Jack viene assassinato dai gangster per essersi rifiutato di perdere un incontro. Dopo aver creato un costume giallo, nero e rosso (in seguito esclusivamente rosso) ispirato al diavolo, Matt combatte contro la malavita di New York nei panni del vigilante Daredevil, entrando in conflitto con molti supercriminali, compresi i suoi acerrimi nemici Bullseye e Kingpin. Diventa anche un brillante avvocato che fonda uno studio legale insieme al suo migliore amico Foggy Nelson. 
Soprannominato "l'uomo senza paura" e "il diavolo custode", Daredevil è un importante esempio di supereroe disabile, fonte di ispirazione e di rappresentazione positiva per le persone con disabilità visiva, grazie anche alla sua psicologia profonda e complessa. È apparso in diverse forme di media, tra cui film e serie televisive. È interpretato da Rex Smith nel film TV Processo all'incredibile Hulk (1989), Ben Affleck nella trasposizione cinematografica del 2003 e Charlie Cox nel Marvel Cinematic Universe.
Il sito web IGN lo ha inserito alla settima posizione della classifica dei cento maggiori eroi della storia più influenti dei fumetti e delle trasportazioni televisive, prima di Hulk e dopo Dick Grayson.

## Biografia del personaggio
Devil è l'alter ego di Matt Murdock, un avvocato cieco. Le sue origini derivano da un incidente accaduto durante la sua infanzia che gli ha conferito abilità speciali. Mentre cresce nel quartiere operaio irlandese-americano di Hell's Kitchen, a New York, storicamente violento o pieno di criminalità, Matt Murdock salva un uomo cieco dalla traiettoria di un camion in arrivo e rimane accecato da una sostanza radioattiva che cade dal veicolo. L'esposizione radioattiva, parallelamente alla perdita della vista, aumenta i suoi sensi rimanenti oltre la normale soglia umana e gli dà un "senso radar", consentendogli di rilevare la forma e la posizione degli oggetti intorno a lui. Suo padre, il pugile Jack Murdock, è un uomo vedovo che cresce suo figlio ormai cieco, che nonostante la sua ruvida educazione, ama incondizionatamente suo figlio e cerca di insegnargli a formarsi una vita migliore. Per sostenere il figlio, Jack torna alla boxe sotto la guida di Fixier, un noto gangster e l'unico uomo disposto a mettere sotto contratto il pugile. Quando Jack si rifiuta di perdere un incontro truccato perché suo figlio è tra il pubblico, viene successivamente ucciso da uno degli uomini di Fixier, lasciando Matt orfano. Avendo promesso a suo padre di non usare la violenza per risolvere i suoi problemi, adotta una nuova identità, un alter ego che può usare la forza fisica. Per proteggersi, Matt iniziò ad allenarsi per affinare le sue capacità fisiche e i suoi sensi sovrumani sotto la tutela di un misterioso sconosciuto cieco di nome Stick, diventando infine dopo 10 anni un artista marziale di altissimo livello e raggiungendo grazie ad allenamenti rigidi la massima perfezione fisica e mentale.
Alcuni anni dopo, dopo essersi laureato in legge con voti alti a soli 22 anni, Matt cerca l'elemento criminale in Hell's Kitchen e inizia le sue attività di lotta al crimine. Matt prende di mira i gangster locali che hanno ucciso suo padre e riesce ad assicurarli alla giustizia, causando involontariamente a Fixier un infarto fatale. Alla fine, indossando un costume sul modello di un diavolo, Matt ha intrapreso una doppia vita combattendo contro il mondo criminale di New York City nei panni del vigilante mascherato Devil, sfidando molti criminali comuni e supercriminali, inclusi Bullseye, Kingpin, il Gufo, l'Uomo Porpora, Mysterio, il Gladiatore, Stilt-Man, i Duri e altri ancora. Incontrerà anche l'Uomo Ragno, un personaggio che sarebbe diventato uno dei suoi migliori amici nella lotta contro il crimine, e riceverà l'aiuto delle eroine Natasha Romanoff ed Elektra Natchios, con cui avrà una relazione sentimentale. Diventa anche un abile e rispettato avvocato dopo essersi laureato alla Columbia Law School con il suo migliore amico e compagno di stanza, Franklin "Foggy" Nelson, con il quale diventa partner legale, formando lo studio legale Nelson & Murdock.

## Storia editoriale
Il personaggio esordisce nella testata Daredevil (vol. 1) nell'aprile 1964; la testata prosegue fino all'ottobre 1998 concludendosi con il n. 380. Le storie del personaggio dal mese successivo proseguono su una seconda testata pubblicata sotto l'etichetta Marvel Knights che prosegue fino al n. 119 dell'agosto 2009, quando viene ripresa la prima serie ripartendo la numerazione con il n. 500, inglobandovi anche i numeri precedenti usciti nella seconda serie e concludendosi dopo dodici numeri per continuare nella terza serie, Daredevil (vol. 3), che prosegue per 36 numeri da settembre 2011 ad aprile 2014. Da maggio 2014 esordisce la quarta serie regolare, Daredevil (vol. 4), che rilancia il personaggio nell'ambito dell'iniziativa editoriale All New Marvel NOW! e conclusa nel novembre 2015. Nel 2016 esordisce la quinta serie regolare dedicata al personaggio, Daredevil (vol. 5), all'interno dell'iniziativa editoriale All New All Different Marvel, che prosegue fino al n. 28, quando viene ripresa la numerazione della prima serie con il n. 595.

### Edizione italiana
In Italia la prima serie a fumetti compare negli anni settanta, pubblicata tradotta dall'Editoriale Corno nella collana L'incredibile Devil (1970-1975) e poi in appendice sulla collana L'Uomo Ragno (prima e seconda serie, 1975-1983). Negli anni ottanta la Star Comics ripropone il personaggio in appendice alla testata I Fantastici Quattro dal 1988 fino al 1994, quando il nuovo editore Marvel Italia realizza una nuova testata, Devil & Hulk che venne pubblicata fino a giugno 2012 per 186 numeri. Successivamente le storie del personaggio sono state pubblicate nella collana Devil e i Cavalieri Marvel edito da Panini Comics, che nel frattempo ha assorbito Marvel Italia. Questa serie ha contenuto anche le testate di altri supereroi "urbani" della Marvel fino al n. 86; in seguito, le uniche storie pubblicate sulla testata sono state quelle di Devil, cambiando anche il titolo di copertina della collana in Daredevil dal maggio 2016.

## Archi narrativi
Creato nel 1964 da Stan Lee, il personaggio ha conosciuto alterne fortune editoriali passando da periodi di crisi a momenti migliori che hanno visto grandi autori cimentarsi con il personaggio come, negli anni settanta, la gestione di Gene Colan (nel periodo il supereroe è caratterizzato, tra le altre cose, dal fatto di avere come nemici supercriminali provenienti dal mondo "animale": Ox, Frog, Cobra, Coleottero, Leopardo, El Condor...) e, nei primi anni ottanta, quella di Frank Miller che ha rivoluzionato il personaggio; poi il ciclo realizzato da Ann Nocenti e John Romita Jr., dai contenuti di forte denuncia sociale; il secondo ciclo di Miller, “Born Again”; il ciclo di Kevin Smith e Joe Quesada, “Guardian Devil”, in cui il lirismo dei testi si fonde con un segno e inquadrature davvero innovative; le run di tono noir scritte da Brian Bendis e poi Ed Brubaker tra il 2001 e il 2009; il ciclo di Mark Waid tra il 2011 e il 2015; quello di Charles Soule tra 2015 e 2018; la run di Chip Zdarsky iniziata nel 2019 e ancora in corso.

### Anni ottanta

#### Elektra
Frank Miller entra a far parte dello staff nel 1979 come disegnatore e, dopo alcuni numeri di prova, incomincia anche a scrivere le storie modificandone il tono rendendolo un noir. Introduce il personaggio di Elektra Natchios, ex-compagna di Matt Murdock all'università ed esperta di arti marziali e sai, che torna nella sua vita per uccidere il suo alter ego su ordine del boss Kingpin. Elektra tenta di uccidere Devil più volte, ma quando scopre la sua vera identità rinuncia all'incarico e Kingpin chiama al suo servizio lo psicopatico assassino Bullseye. Questa saga segna non solo il cambio di stile e genere del fumetto ma anche un periodo di enorme successo dell'eroe.

#### Rinascita
Nel 1986 Frank Miller torna a occuparsi del personaggio con il disegnatore David Mazzucchelli realizzando la saga Rinascita dove Karen Page, ex-segretaria ed ex-ragazza di Matt, ora pornostar tossicodipendente, vende il nome dell'identità segreta di Devil a Kingpin che perseguita l'eroe facendolo lentamente impazzire fino a quando non riesce a riprendersi la sua vita. In questo ciclo di storie Devil in costume appare rare volte lasciando più spazio al suo alter ego, Matt Murdock.

### Anni novanta
In questo periodo Matt abbandona la sua identità di Devil, perché la sua identità segreta è stata rivelata all'opinione pubblica e finendo poi per inscenare la sua morte. Tornato, decide di riaprire il suo studio legale insieme all'amico Foggy, con l'aiuto di Rosilind Sharpe.

#### La nuova versione delle origini
Miller ritorna successivamente nel 1993 col disegnatore John Romita Jr. con la miniserie L'uomo senza paura nella quale vengono narrate nuovamente le origini del personaggio in maniera molto più dark e violenta della versione originaria di Lee ed Everett. Come in Rinascita anche qui Matt appare per tutto il fumetto senza costume tranne che nelle ultime due pagine.

#### Diavolo Custode (Guardian Devil)
Nel 1998, Joe Quesada e Kevin Smith elaborano una saga pubblicata sulla nuova serie di Daredevil, la seconda, fatta ripartire dal n. 1 proprio per rilanciare il personaggio. Matt Murdock è coinvolto in un complotto apparentemente orchestrato da entità metafisiche. Deve difendere un bambino creduto essere il "Nuovo Messia" o "L'Anticristo". Alla fine scoprirà che Mysterio era l'artefice di tutto.

### Anni 2000/2010

#### La gestione Bendis (2001-2006)
Nel 2001 Brian Michael Bendis diventa lo sceneggiatore della serie, inizialmente per quattro numeri (# 16-19), poi stabilmente, dal #26. Bendis scrive tutti gli albi fino al #81, eccetto i #51-55, scritti e disegnati da David Mack e scollegati dalla storia di Bendis. Durante il periodo Bendis, interamente disegnato da Alex Maleev, Kingpin (in precedenza diventato cieco) viene spodestato dal suo ruolo di capo del crimine organizzato di New York. Viene tolto di mezzo da una congiura architettata dal figlio Richard e da Sammy Silke, figlio di un leader della malavita di Chicago. Apparentemente assassinato, all'insaputa dei congiurati Kingpin sopravvive, sebbene in condizioni critiche. Sua moglie Vanessa si vendica dei congiurati, che vengono tutti uccisi su suo ordine (compreso il figlio Richard). Solo Silke scampa al tentativo di omicidio e si consegna all'FBI. In cambio di protezione, fornisce agli agenti federali la vera identità di Devil, che ha ottenuta da Richard Fisk.
Questa azione dà inizio a un tremendo periodo per Matt. Un agente federale, infatti, disobbedisce all'ordine del suo direttore di non diffondere la notizia, e in cambio di denaro la rivela a un quotidiano di NY, il Daily Globe, che la pubblica in prima pagina. Come conseguenza, la casa di Matt è assediata da giornalisti, ma anche da vecchi nemici di Devil. Matt dichiara pubblicamente falsa la notizia e fa causa al Daily Globe. Le due parti non riescono ad accordarsi per un risarcimento.
Mentre si attende il processo, Matt combatte il Gufo e fa conoscenza di Milla Donovan, una donna cieca con cui dà inizio a una relazione sentimentale. L'editore del Daily Globe viene trovato assassinato, e l'FBI sospetta di Murdock. Probabilmente, però, il colpevole è Kingpin, tornato dalla clinica dove è stato curato e gli è stata restituita la vista. Nel suo tentativo di riprendersi il suo impero criminale, scatena Typhoid Mary e subito dopo Bullseye contro Matt. Nessuno dei due gli è di aiuto, però, perché Matt lo raggiunge e lo sconfigge in uno scontro a mani nude. Davanti a un Fisk svenuto e a dei membri della malavita di New York, senza la maschera, Matt si mette a capo del quartiere di Hell's Kitchen. In pochi mesi ne elimina la criminalità, ma si attira il malcontento di altri supereroi di NY. Durante questo periodo, Matt sposa Milla e viene attaccato dalla Yakuza, organizzazione criminale giapponese. Dopo lo scontro con la Yakuza Matt viene lasciato da Milla, che è convinta che Matt l'abbia sposata in preda a un esaurimento nervoso.
Distrutto dalla partenza di Milla, Matt si trova invischiato in una avventura della Vedova Nera, che ha un assassino sulle proprie tracce. Poi deve scontrarsi con Alexander Bont, che era stato capo della mafia di New York prima che arrivasse Kingpin. Infine, Kingpin, da una prigione federale, rivela agli agenti FBI di essere in possesso di un dossier con prove della seconda identità di Murdock, che darà all'FBI in cambio della libertà. Si scatena così una corsa per arrivare a questo dossier, alla quale partecipano Matt, aiutato da Elektra e dalla Vedova nera, i federali e anche Bullseye. Matt è coinvolto in uno scontro con l'FBI, durante il quale viene ferito e poi catturato. Kingpin rivela che il "dossier Murdock" è in realtà un'invenzione, ma pretende di essere liberato in quanto responsabile della cattura di Murdock.
Il processo di Murdock non inizierà presto; in attesa, Matt è rinchiuso nella prigione di Ryker's Island, dove si trovano alcuni dei criminali che ha combattuto come Devil. Tra questi anche Kingpin, liberato e subito dopo arrestato di nuovo dall'FBI per nuovi crimini.

#### La gestione Brubaker (2006-2009)
Dopo l'addio di Bendis, Ed Brubaker prende in mano la testata (#82, 2006). La sua storia parte esattamente da dove Bendis aveva lasciato, cioè con Matt in prigione.
I federali cercano di rimandare indefinitamente il processo, perché non sono sicuri di poter far condannare Murdock. Dopo una visita di Foggy a Matt in prigione, l'amico di Matt viene aggredito e accoltellato a morte. Ciò incattivisce Matt, che già prima aveva problemi con le bande criminali formatesi all'interno della prigione. Matt quindi non si fa problemi a pestare diverse persone, tra cui il Gufo e Testa di Martello, per capire chi ha dato l'ordine di uccidere Foggy. A New York, intanto, una persona mascherata come Devil si fa vedere mentre combatte dei criminali.Ciò fa sorgere dubbi sulla colpevolezza di Matt, dato che lui è chiuso a Ryker's. Dopo un po' di tempo Matt incontra Kingpin, che gli confida di non avere a che fare con la morte di Foggy, e che in poco tempo scoppierà una rivolta all'interno della prigione, nella quale nel frattempo erano stati rinchiusi anche Bullseye e il Punitore. Quando la rivolta effettivamente scoppia, Matt è costretto a combattere al fianco di Kingpin contro dei detenuti che vogliono ucciderli entrambi. Poi, per evitare che Kingpin possa scappare, gli spara a una gamba. Quindi si finge ostaggio del Punitore, per fuggire insieme a lui. Matt torna a New York di nascosto e va in cerca di chi ha impersonato Devil, scoprendo che si tratta di Pugno d'Acciaio.
In seguito Matt si reca in Europa per seguire una pista sull'assassinio di Foggy. Lo fa sotto falso nome, dato che Matt Murdock deve essere creduto ancora ostaggio del Punitore. In Europa conosce Lily Lucca, da cui diventa ossessionato. Si renderà conto in seguito che Lily ha lo stesso odore di Karen Page, a cui Matt è sensibile dati i suoi sensi potenziati. Lily gli spiega che ciò è dovuto a un profumo che le è stato dato da colei che le ha ordinato di irretire Matt: Vanessa Fisk, moglie di Kingpin.
Matt trova Vanessa, che gli rivela di essere in stato terminale. Mostrandogli foto che provano il suo essere Devil, lo ricatta e gli chiede di far scagionare Kingpin. Devil non accetta il ricatto. Torna a casa, fingendo di essere stato alla fine liberato dal Punitore. Dato che i federali ritengono che le accuse contro di lui siano troppo deboli per rimandarlo in prigione, si trova di nuovo libero, e la sua identità segreta è ancora protetta. Dopo qualche tempo viene a sapere della morte di Vanessa, al che decide di cercare di liberare Kingpin. Ci riesce come suo avvocato difensore, e ottiene la partenza di Kingpin dal paese.
Si scopre che Foggy era in realtà sopravvissuto all'aggressione a Ryker's Island, ma era stato inserito nel programma protezione testimoni dell'FBI e aveva quindi ricevuto una nuova identità. Foggy però decide di tornare da Matt quando egli viene scagionato dalle accuse di essere Devil.
Devil diventa poi la vittima di un piano organizzato da Mister Fear che, tramite un potente veleno, droga Milla e Melvin Potter (alias Gladiatore), e li costringe a compiere degli omicidi di cui poi non ricordano nulla. Inoltre Fear prende in mano la criminalità a Hell's Kitchen. Matt riesce a risalire a Fear e a farlo arrestare, ma dato che non esiste antidoto al veleno la moglie è costretta a essere ricoverata in un istituto psichiatrico.
Complice l'assenza della moglie, Matt trascorre una notte con Dakota North, investigatrice che in passato ha aiutato il suo studio legale. I genitori di Milla ottengono delle foto di loro due insieme e le usano per ricattarlo e ottenere l'affidamento della figlia, che viene quindi tolta dall'istituto psichiatrico.
In seguito Devil viene preso di mira da un nuovo sicario della Mano, Lady Bullseye. Dopo alcuni scontri, nei quali Matt riceve l'aiuto del millenario Maestro Izo, Lady Bullseye rivela che la Mano vuole un nuovo capo. Come "candidati" ci sono Devil, Kingpin (che è tornato a New York in seguito all'assassinio da parte della Mano della sua nuova famiglia in Spagna), Maestro Izo e Lady Bullseye. Per evitare che l'organizzazione criminale cada nelle mani di Fisk, Matt decide di accettare l'offerta e diventa il capo supremo della Mano, sperando di riuscire a cambiarne le attitudini e le finalità.
Il periodo di Brubaker al timone della testata (quasi interamente disegnato da Michael Lark) vede la fine della seconda serie di Daredevil con il numero 119 e il ritorno alla numerazione originale (ripartendo dal #500, dato che vengono uniti nel calcolo i 380 numeri della prima serie e i 119 della seconda). Brubaker lascia proprio con il #500.

#### Dark Reign: La lista
Norman Osborn, venendo a sapere che Devil è il nuovo capo della Mano, lo inserisce nella sua Lista e gli manda contro Bullseye e alcuni agenti dell'H.A.M.M.E.R.. Fuori, mentre Devil e Bullseye si affrontano, Lester fa crollare un palazzo pieno di persone con un esplosivo e riesce a scappare. Devil capisce che ormai Norman Osborn è diventato il capo assoluto del regno e decide di reagire. Ma Kingpin e Lady Bullseye hanno visto tutto.

#### Shadowland: il lato oscuro di un eroe
Matt è divenuto il capo della Mano e, nella sua personale guerra al crimine, fa costruire una prigione per criminali al centro di Hell's Kitchen (Shadowland) e cambia il colore del costume in nero. In seguito inizia a dare la caccia a tutti i criminali in modo disumano. Gli abitanti di Hell's Kitchen, temendo il nuovo Devil, iniziano a lasciare il quartiere. I Vendicatori provano a fermare Devil, che però ordina ai ninja di attaccare quelli che erano un tempo suoi amici, i quali vengono poi contattati da Kingpin; quest'ultimo richiama dall'oltretomba Ghost Rider, che inizia a liberare i criminali imprigionati a Shadowland, ma infine Devil lo caccia via.
Elektra e Typhoid Mary scoprono che la Mano ha rinchiuso dentro Matt una entità assetata di potere e distruzione che ne ha cambiato l'indole. Tutti gli amici di Devil attaccano nuovamente la fortezza-prigione, lo liberano dall'influenza del demone e distruggono Shadowland. In seguito Matt va in Nevada a riflettere sugli errori commessi in quanto, nonostante fosse sotto il controllo dell'entità, è stato comunque lui a volere la morte di Bullseye e altre atrocità di cui ora si pente.

#### Daredevil: Rinato
Nel suo peregrinare in New Mexico incontra in un piccolo villaggio isolato un bambino di nome Bill, cieco, il cui padre venne ucciso da alcuni malviventi. Lo sceriffo del luogo, Cole, scopre che Matt è in realtà Devil e decide di arrestarlo, essendo in combutta con i malviventi. Dopo uno scontro con il capo dell'organizzazione malavitosa, Matt si ritrova ferito e solo. Lo sceriffo nel frattempo si trova nei guai con il boss per via di un contrabbando di armi non arrivato: il boss vuole quindi ucciderlo. Matt arriva in tempo sbarazzandosi dei criminali. Tornato poi a Hell's Kitchen, contatta Foggy per ricostituire lo studio legale e per tornare a ripulire le strade del quartiere nei panni di Devil.

#### La gestione Mark Waid (2011-2015)
Dopo la fine di Shadowland e la "rinascita" di Matt, inizia una nuova serie di Daredevil, la terza, scritta da Mark Waid e disegnata soprattutto da Paolo Rivera e poi da Chris Samnee. In questa serie Matt decide di lasciarsi alle spalle il periodo "oscuro" e iniziare una vita più allegra. Conosce Kirsten McDuffie, vice procuratore distrettuale, e i due fanno coppia per un po' di tempo. Matt combatte Klaw e poi una unione delle più grandi organizzazioni criminali del Marvel Universe (Hydra, AIM, Impero Segreto, Agence Byzantine e Spettro Nero). Viene catturato dal Dottor Destino, che gli toglie i suoi sensi potenziati; li riotterrà grazie a un'operazione al cervello eseguita da Hank Pym. Sventa quindi un complotto della Società dei Serpenti (una organizzazione razzista) per infiltrarsi nel sistema legale statunitense. Purtroppo per un capovolgimento della situazione viene radiato dall'ordine degli avvocati dello Stato di New York. Di conseguenza Matt, per continuare a esercitare la sua professione, si trasferisce in California, a San Francisco.
Con il nuovo rilancio Marvel del 2014 (All-New Marvel Now), la terza serie (durata in totale 36 numeri) si conclude e inizia la quarta, con lo stesso sceneggiatore e ancora disegnata da Chris Samnee. Dopo 18 numeri, nel 2015, anche questa serie termina, a causa dell'evento Secret Wars che coinvolge tutto il Marvel Universe. Devil non ha un ruolo di rilievo nell'evento. Il periodo di Waid su Daredevil si conclude così.
La run di Charles Soule (2015-2018)

Nel rilancio post-Secret Wars (All-New, All-Different Marvel) il nuovo sceneggiatore è Charles Soule. Inizia la quinta serie di Daredevil, che dura 28 numeri, fino a quando viene ripresa la numerazione originale, con il #595. Soule guida la testata fino al 2018, attraverso anche il rilancio Marvel Legacy. Il suo ultimo numero è il 612, dopodiché lascia la testata, che viene rilanciata con un nuovo numero 1.
Fresh Start: Chip Zdarsky (2019-presente)

La sesta serie di Daredevil è scritta da Chip Zdarsky e disegnata per la maggior parte da Marco Checchetto.

## Poteri e abilità
Essendo stato addestrato da Stick, Devil è un maestro di arti marziali miste, tanto che lo Official Handbook of the Marvel Universe classifica la sua abilità combattiva con il punteggio di 7/7; ciò lo rende persino più abile di grandi artisti marziali come Capitan America, Iron Fist, Pantera Nera e Wolverine. Ha battuto gente del calibro di Steve Rogers, che ha ammesso che in un combattimento corpo a corpo trova moltissima fatica a tenergli testa aggiungendo che, a detta sua, è il miglior combattente che abbia mai incontrato, avendo battuto anche altri artisti marziali come Pantera Nera e Shang Chi Lo stile di combattimento di Murdock comprende pugilato, savate, taekwondo, kung fu, judo, krav maga, silat, capoeira, escrima, aikidō e lotta greco-romana sfruttando appieno le sue capacità ginniche.
L'incidente che lo ha privato della vista ha potenziato gli altri sensi in maniera sovrumana e in particolare il suo udito è divenuto una sorta di radar che gli permette di ovviare quasi perfettamente alla cecità; proprio questi sensi ipersviluppati gli permettono di avvertire la posizione degli oggetti in maniera simile all'ecolocalizzazione, e di percepire i cambiamenti di umore e di atteggiamento delle persone attraverso il cambiamento di odori e di ritmo del battito cardiaco.
A causa del sensibile senso del tatto, Murdock può leggere la scrittura normale toccando le lettere su di una pagina con le dita, sebbene le pagine stampate gli impediscano di leggere l'inchiostro. Il suo olfatto è così sviluppato che può rilevare odori di una concentrazione atmosferica. Inoltre, la sua capacità di riconoscere gli odori gli consente di identificare qualsiasi persona con cui abbia trascorso almeno cinque minuti con il solo odore, indipendentemente da come possa provare a camuffare il suo naturale odore corporeo, e la sua concentrazione è tale che può concentrarsi sull'odore di una sola persona e seguirlo attraverso una folla di persone a una distanza di 15 metri. Il suo udito gli permette di rilevare una variazione acustica di un decibel a un livello di pressione di 7 decibel (mentre la soglia più bassa per l'uomo medio è di 20 decibel) ed è riuscito a sentire uno spillo cadere a diversi isolati di distanza in pieno centro città. Il suo senso del gusto gli consente di rilevare il numero di granelli di sale su una ciambella salata e la sua capacità di ricordare i gusti gli consente di determinare ogni ingrediente di un alimento o di una bevanda che assaggia, purché siano presenti almeno 20 milligrammi di quella sostanza.
Proprio come gli altri sensi di Devil sono più potenti, sono anche sensibili; la sua principale debolezza è la sua vulnerabilità a suoni o odori potenti che possono indebolire temporaneamente il suo senso radar o addirittura stordirlo.
La portata dei suoi poteri e dei suoi attributi fisici varia a seconda dello scrittore e della rappresentazione del personaggio, sebbene sia sempre descritto come dotato di equilibrio e coordinazione sovrumani. Nella maggior parte dei casi, ha agilità, riflessi e resistenza sovrumane. È un acrobata e ginnasta di livello olimpico, in grado di schivare gli spari anche a distanza ravvicinata, e può esercitarsi fisicamente per ore prima di mostrare segni di affaticamento, grazie agli allenamenti effettuati con diete specializzale e trattamenti rigorosi. Anche la sua velocità e la sua forza fisica sono estremamente sviluppate, ma rimangono comunque nei limiti umani.
Altra caratteristica fondamentale del personaggio è la sua preparazione mentale, che risulta talmente complessa da essere molto resistente grazie agli allenamenti effettuati sin da piccoli per padroneggiare la mente al massimo. Uno dei metodi è la meditazione che gli attiva il ki, che lo rende un tutt'uno con corpo e mente per tollerare il dolore da ferite ricevute in battaglia, e può resistere anche ai poteri di controllo mentale: un esempio è nel duello con Psylocke, avvenuto durante la saga Avengers vs. X-Men, dove la donna viene oltremodo traumatizzata dalla sua complessità mentale; in Battaglie del Secolo Matt resiste al controllo mentale dell'Uomo Porpora e collabora con Batman contro lo Spaventapasseri, la cui formula del terrore risulta del tutto inefficace su di lui. S stato persino in grado di vincere il controllo mentale del dio simbionte Knull avversario principale del crossover King in Black.
Nella sua identità civile, è un avvocato esperto e rispettato, specializzato in casi penali. Ha una conoscenza quasi enciclopedica del diritto, in particolare dei nuovi statuti dello stato di New York. Matt è anche un esperto nelle tecniche di investigazione, interrogatorio e criminologia, usando il suo eccellente intelletto per capire problemi complessi riuscendo a trovare indizi e prove sulla scena del crimine. La sua pratica legale è considerata la più grande fonte di forza sia per la stabilità emotiva che per la sua riuscita guerra al crimine. Lo studio legale di Murdock svolge molto lavoro pro bono e si occupa dell'intera gamma di questioni di giustizia sociale come casi di stupro, crimini d'odio, brutalità della polizia, negligenza medica, cause di morte illecite, casi di denuncia dei testimoni, molestie, casi di abusi su minori, violenza e disuguaglianza sul luogo di lavoro, frodi commerciali, vittime di crimini di guerra o terrorismo, casi di sicurezza alimentare, richiami automolistici, attività di lobbying alimentare contro OGM e persino questioni ambientali.
Murdock è abilissimo nel maneggiare armi attraverso il suo addestramento nel ninjutsu, come la katana, bastoni da combattimento (compreso il bō), coltelli da combattimento di tutti i tipi, shuriken, armi da fuoco, a catena e di tipo contundente (come il nunchaku). È un tiratore estremamente abile, il che lo rende capace di lanciare armi come shuriken, freccette e proiettili con grande precisione.

## Armi e oggetti
L'arma caratteristica di Devil è il suo bastone appositamente progettato e creato da lui stesso, ribattezzato "Billy Club". Travestito da bastone da cieco in abiti civili, è un'arma multiuso: può essere usato anche come manganello o nunchaku e contiene 9 metri di cavo metallico collegato a un rampino in acciaio temprato. I meccanismi interni permettono al cavo di essere avvolto e svolto ordinatamente, mentre una potente molla lancia il rampino. La maniglia può essere raddrizzata per l'uso durante il lancio. Il bastone può essere diviso in due parti, una delle quali è un bastone da combattimento, l'altra delle quali termina con un gancio ricurvo. L'arma risulta utile anche per le spericolate acrobazie di Devil e col tempo è stata modificata dotandola di vari accessori.

## Altre versioni
Versione Amalgam

Nell'universo Amalgam esiste una mercenaria cieca di nome Slade Murdock alias Dare, personaggio femminile nato dalla fusione di Devil col mercenario della DC Comics Deathstroke.
Dare fa coppia con la ninja Catsai (Elektra più Catwoman) e il loro mortale nemico è Big Question (Kingpin più l'Enigmista, celebre nemico di Batman).
Versione Ultimate

Nell'universo Ultimate, sebbene non abbia una collana a lui dedicata, compare come comprimario in altre testate. La sua versione Ultimate è del tutto simile a quella classica. Muore in Ultimatum. Il suo corpo viene trovato dall'Uomo Ragno e da Hulk.
Versione House of M

Nella realtà di House of M, Matt Murdock non è Devil, ma un semplice avvocato che sembra avere una relazione con Jennifer Walters. In seguito sarà uno dei supereroi risvegliati da Layla Miller per combattere la casata di Magneto e far tornare tutto com'era prima.
Saga di Elektra (Devil Vol. 6)

A seguito della condanna e dell'arresto di Matt Murdock per omicidio colposo di secondo grado è Elektra ad assumere a tutti gli effetti l'identità di Devil, diventando La Donna Senza Paura.

## Personaggi comprimari

### Amici
- Franklin "Foggy" Nelson: migliore amico, socio e aiutante di Matt.
- Karen Page: innamorata di Matt da sempre, sua ex segretaria, poi divenuta pornostar e drogata, che ha venduto l'identità segreta dell'eroe a Kingpin per una dose di eroina. È tornata aiutando un bambino da proteggere ed è uscita di scena uccisa da Bullseye fra le braccia dell'eroe.
- Natasha Romanoff: supereroina (Vedova Nera), agente segreto, vive una relazione intensa ma contrastata, fatta di ritorni e abbandoni, con Matt Murdock. Insieme a lui nei panni di Devil ha anche agito contro il crimine in più di un'occasione.
- Elektra Natchios: fidanzata di Matt ai tempi del college e tornata anni dopo come assassina comandata da Kingpin per uccidere Devil. Quando riconosce nell'eroe il suo ex abbandona la missione, finendo uccisa dal sadico Bullseye. È stata resuscitata in circostanze misteriose dalla setta della Mano.
- Heather Glenn: personaggio controverso, ha deciso di suicidarsi dopo vari eventi che l'hanno sconvolta.
- Glorianna O'Breen: prima fidanzata con Matt, poi amore del suo amico Foggy, uccisa da un assassino di Kingpin.
- Milla Donovan: cieca, salvata da Devil da un camion vicino a investirla. I due si innamorano e si sposano. La donna è preda dello stress causato dalla doppia identità del marito; successivamente è impazzita a seguito di alcuni eventi macchinati da Mister Fear.
- Maya Lopez/Echo: ragazza sorda innamorata di Matt ma decisa ad uccidere Devil perché ingannata da Kingpin che le aveva fatto credere che Matt fosse stato l'assassino di suo padre. Ha assunto l'identità di Ronin, unendosi ai Nuovi Vendicatori.
- Jack Murdock: padre di Matt, pugile decaduto, ucciso dalla malavita.
- Ben Urich: reporter del Daily Bugle, amico di Matt Murdock.
- Gladiatore: ex-nemico storico dell'eroe, poi divenuto grande amico, ora fatto impazzire da Hood e di nuovo contro l'eroe in declino.
- Luke Cage: supereroe dalla pelle impenetrabile, amico di Devil.
- Fantastici Quattro: Matt Murdock è il loro avvocato e come Devil, a volte, aiuta e viene aiutato dal quartetto. Quando è stato impegnato fuori città, l'amico Johnny Storm si è fatto carico di sostituirlo nel vigilare su Hell's Kitchen.
- Punitore: amico-nemico storico di Devil.
- Uomo Ragno: tra i supereroi, migliore amico e alleato più fidato del vigilante di Hell's Kitkchen. Corre in suo aiuto quando ha bisogno, di solito per combattere il loro nemico comune, Kingpin. Devil era a conoscenza della sua identità segreta, ma come tutti l'ha dimenticata dopo Soltanto un altro giorno.
- Stick: mentore di Devil.
- Pugno d'Acciaio: amico di Matt, combattente esperto di arti marziali.
- Jessica Jones: supereroina che ha abbandonato il costume per divenire un investigatore privato. È sposata con Luke Cage.
- Suor Maggie: una suora che aiuta Matt quando ne ha bisogno. In realtà è sua madre.
- Turk: delinquentello di quartiere, informatore di Devil.
- Nick Manolis: capo della polizia amico di Devil.
- Dakota North: un'investigatrice privata che lavora per la Nelson & Murdock.
- Rosalind Sharpe: madre di Foggy, è stata per un periodo socia in affari di suo figlio e di Matt.
- Becky Blake: nuova segretaria per la Nelson&Murdock. È paralizzata.

### Avversari
- Bue: uomo gigantesco dotato di forza erculea.
- Bullet: mercenario di Kingpin, entrò in conflitto con Devil.
- Bullseye: il più letale tra i nemici di Devil. Assassino dalla mira infallibile al servizio di Kingpin. Ha ucciso i più importanti amori dell'eroe: Karen Page ed Elektra Natchios. È diventato un membro dei nuovi Thunderbolts.
- Bushwacker: un ex-prete che può trasformare il suo braccio in un fucile. È anche un nemico mortale di Punisher.
- Deathstalker: dopo esser stato bloccato in un'altra dimensione, è tornato sotto forma di spettro per uccidere l'eroe.
- Crusher: pugile psicolabile; tentò di uccidere l'eroe.
- Electro: nemico storico dell'Uomo Ragno, questo supercriminale ha combattuto numerose volte anche contro Devil.
- Gufo: il primo grande nemico di Devil. È conosciuto per aver creato la droga M.G.H.
- Jester: un attore travestito da giullare che usa armi e congegni inseriti in dei giocattoli.
- Kingpin: il boss della malavita di New York e il più grande nemico di Devil, concepito però in origine come avversario dell'Uomo Ragno. Conosce la sua vera identità e l'ha sfruttata il più delle volte per distruggere la vita di Matt.
- Kirigi: un ninja assassino, fatto risorgere dalla Mano. È acerrimo nemico anche di Elektra.
- Lady Bullseye: liberata accidentalmente da Bullseye da una vita da schiava, decide di apprendere le arti marziali e diventa un mercenario della Mano.
- Leap-Frog: non possiede poteri ma un costume da rana attrezzato con numerosi congegni offensivi.
- Machinesmith: specializzato in robotica, crea riproduzioni di esseri umani convincenti. La sua identità umana precedente era quella di Samuel "Starr" Saxon, il secondo Mister Fear.
- Matador: un nemico di Devil che si veste e si atteggia come un torero.
- Mefisto: il diavolo in persona, che Devil ha combattuto più di una volta.
- Mister Fear: un crudele nemico di Devil che usa un gas per incutere terrore nelle sue vittime. Negli anni il suo ruolo è stato impersonato da almeno quattro persone.
- Mister Hyde: uno scienziato pazzoide che ha sperimentato su di sé una formula che lo ha trasformato in un essere mostruoso e dalla forza sovrumana. In origine era un nemico di Thor.
- Mysterio: nemico dell'Uomo Ragno, ha combattuto molte volte contro Devil.
- Nuke: cyborg psicopatico, progettato come macchina da guerra.
- Predone Mascherato: è uno scienziato criminale, inventore di un raggio ottico in grado di rendere temporaneamente cieco chi colpisce.
- Lo Scarabeo: non ha super poteri ma è provvisto di un'armatura che gli permette di volare e lo rende superforte.
- Stilt-Man: può allungare le sue gambe tramite prolunghe telescopiche che fanno parte del suo costume.
- Typhoid Mary: ex-mutante pirocineta e psicopatica, ha avuto anche una relazione con Matt Murdock.
- Uomo Porpora: grazie alla propria pelle contaminata da sostanze chimiche, ha il potere di condizionare le persone e di fargli fare ciò che vuole. Devil, essendo cieco, è immune dal suo potere.

## Autori
Segue una lista dei disegnatori e sceneggiatori che nel tempo hanno maggiormente contribuito a realizzare le storie di Devil.

### Sceneggiatori
- Stan Lee
- Roy Thomas
- Gerry Conway
- Steve Gerber
- Roger McKenzie
- Frank Miller
- Ann Nocenti
- Dan G. Chichester
- J.M. DeMatteis
- Bob Gale
- Kevin Smith
- David Mack
- Joe Quesada
- Brian Michael Bendis
- Ed Brubaker
- Mark Waid
- Charles Soule
- Chip Zdarsky

### Disegnatori
- Bill Everett
- Wally Wood
- Joe Orlando
- Bob Brown
- Gil Kane
- John Romita Sr.
- Gene Colan
- Frank Miller
- David Mazzucchelli
- John Romita Jr.
- Scott McDaniel
- Lee Weeks
- Joe Quesada
- Alex Maleev
- Michael Lark
- Marco Checchetto
- Greg Land
- Chris Samnee
- Lalit Kumar Sharma
- Jorge Fornes

## Altri media

### Cinema

Daredevil interpretato da Ben Affleck nell'omonimo film del 2003

- I registi Chris Columbus e Carlo Carlei scrissero una sceneggiatura per un film sul personaggio nel 1997. I diritti erano della Sony Pictures che poi li cedette alla 20th Century Fox, che annullò il progetto e licenziò i due registi.[19][20]
- Daredevil (2003) con Ben Affleck nel ruolo del protagonista, Jennifer Garner in quello di Elektra, Michael Clarke Duncan in quello di Kingpin e Colin Farrell in quello di Bullseye.
  - Elektra (2005): Ben Affleck ha ripreso il ruolo nello spin-off ma la sua scena venne poi tagliata in fase di montaggio. La scena è visionabile nell'edizione in DVD del film.
  - Nel 34° film del Marvel Cinematic Universe Deadpool & Wolverine (2024), Daredevil non compare fisicamente ma viene solo menzionato dagli alcuni personaggi (tra cui Gambit, Deadpool e la stessa Elektra). Il vigilante mascherato, venuto da un altro universo alternativo (catalogato come la Terra-701306) ed esiliato nel Vuoto, faceva parte della Resistenza guidata dalla giovane mutante X-23 per sconfiggere la tirannia di Cassandra Nova (la sorella gemella cattiva del professor Charles Xavier) e le sue minacce per devastare le realtà parallele, ma purtroppo viene ucciso da quest'ultima, insieme al resto del gruppo (Magneto, il Punitore, Quicksilver e la Torcia Umana).

### Marvel Cinematic Universe
Matt Murdock è entrato a far parte del Marvel Cinematic Universe (MCU), interpretato da Charlie Cox e doppiato in italiano da Francesco Pezzulli. Il personaggio esordisce nella serie televisiva Daredevil (2015-2018), in cui viene esplorato il suo approccio all'attività di vigilante fino ad abbracciare completamente il ruolo di Daredevil, per poi tornare nella miniserie televisiva The Defenders (2017). Murdock ritorna nel film dell'MCU Spider-Man: No Way Home (2021), dove difende Peter Parker dalle accuse di omicidio, per poi comparire nella serie su Disney+ She-Hulk: Attorney at Law (2022) ed Echo (2024). Matt Murdock torna nel revival di Daredevil, Daredevil - Rinascita, nel 2025. Matt Murdock / Daredevil (doppiato dallo stesso Charlie Cox) tornerà anche nella terza serie animata dell'MCU Il vostro amichevole Spider-Man di quartiere (2025).

### Televisione

#### Serie animate
- L'Uomo Ragno e i suoi fantastici amici: Il personaggio appare per la prima volta come Matt Murdock, avvocato dell'Uomo Ragno, nell'episodio "L'attacco dell'Aracnoide". A seguito del successo, la rete ABC progetta insieme alla Marvel una serie a cartoni animati incentrata sul personaggio ma la serie fu cancellata dalla rete televisiva prima che il primo episodio andasse in onda;[22]
- Insuperabili X-Men: un ragazzino è vestito come l'eroe;
- Spider-Man - L'Uomo Ragno;
- I Fantastici Quattro;
- Super Hero Squad Show.

#### Lungometraggi televisivi
- Processo all'incredibile Hulk (1989): prima apparizione del personaggio dal vivo nei panni dell'avvocato Murdock.

### Videogiochi
- Spider-Man: Web of Fire
- Spider-Man: the Videogame (per PlayStation, N64, Dreamcast e PC)
- Venom/Spider-Man: Separation Anxiety (1995)
- Punisher (2005): come Matt Murdock
- Marvel Nemesis: Rise of Imperfects
- Marvel: La Grande Alleanza
- Daredevil: the Man Without Fear[23]
- Marvel: La Grande Alleanza 2
- LittleBigPlanet
- LEGO Marvel Super Heroes
- Marvel: Sfida dei campioni
- LEGO Marvel's Avengers
- LEGO Marvel Super Heroes 2
- Marvel: La Grande Alleanza 3: L'Ordine Nero
- Fortnite

## Impatto culturale
- Jay & Silent Bob... Fermate Hollywood! (2001, regia di Kevin Smith): il personaggio appare brevemente in una scena nella quale i due protagonisti attraversano uno studio cinematografico.

## Riconoscimenti
- Nel 2008, Wizard ha classificato Devil al 21º posto nella sua lista dei 200 più grandi personaggi dei fumetti di tutti i tempi.[24]
- Nel 2011, IGN lo ha classificato al decimo posto nella sua lista dei 100 migliori eroi dei fumetti.[25]
- Nel 2018, Vanity Fair ha incluso Devil nel suo elenco dei personaggi più iconici di Stan Lee.[26]
- Nel 2018, GameSpot ha classificato Devil all'undicesimo posto nella sua lista dei 50 supereroi più importanti.[27]
- Nel 2019, CBR.com lo ha classificato al decimo posto nella sua lista dei 50 supereroi più importanti di sempre.[28]
- Nel 2019, Empire ha classificato Devil al 37º posto nella sua lista dei 50 più grandi personaggi dei fumetti.[29]
- Nel 2022, CBR.com ha classificato Matt Murdock al primo posto nel suo elenco dei 10 avvocati più potenti dei fumetti Marvel.[30]
- Nel 2022, Screen Rant ha incluso Devil nel suo elenco dei 10 migliori eroi di strada dei fumetti Marvel,[31] e nel suo elenco dei 10 avvocati più potenti della Marvel.[32]